# Язу-Ноу
Язу-Ноу (рум. Iazu Nou) — село у повіті Ясси в Румунії. Входить до складу комуни Шипоте.
Село розташоване на відстані 349 км на північ від Бухареста, 46 км на північний захід від Ясс.

## Населення
За даними перепису населення 2002 року у селі проживали 1329 осіб, усі — румуни. Усі жителі села рідною мовою назвали румунську.